# Chris Crawford

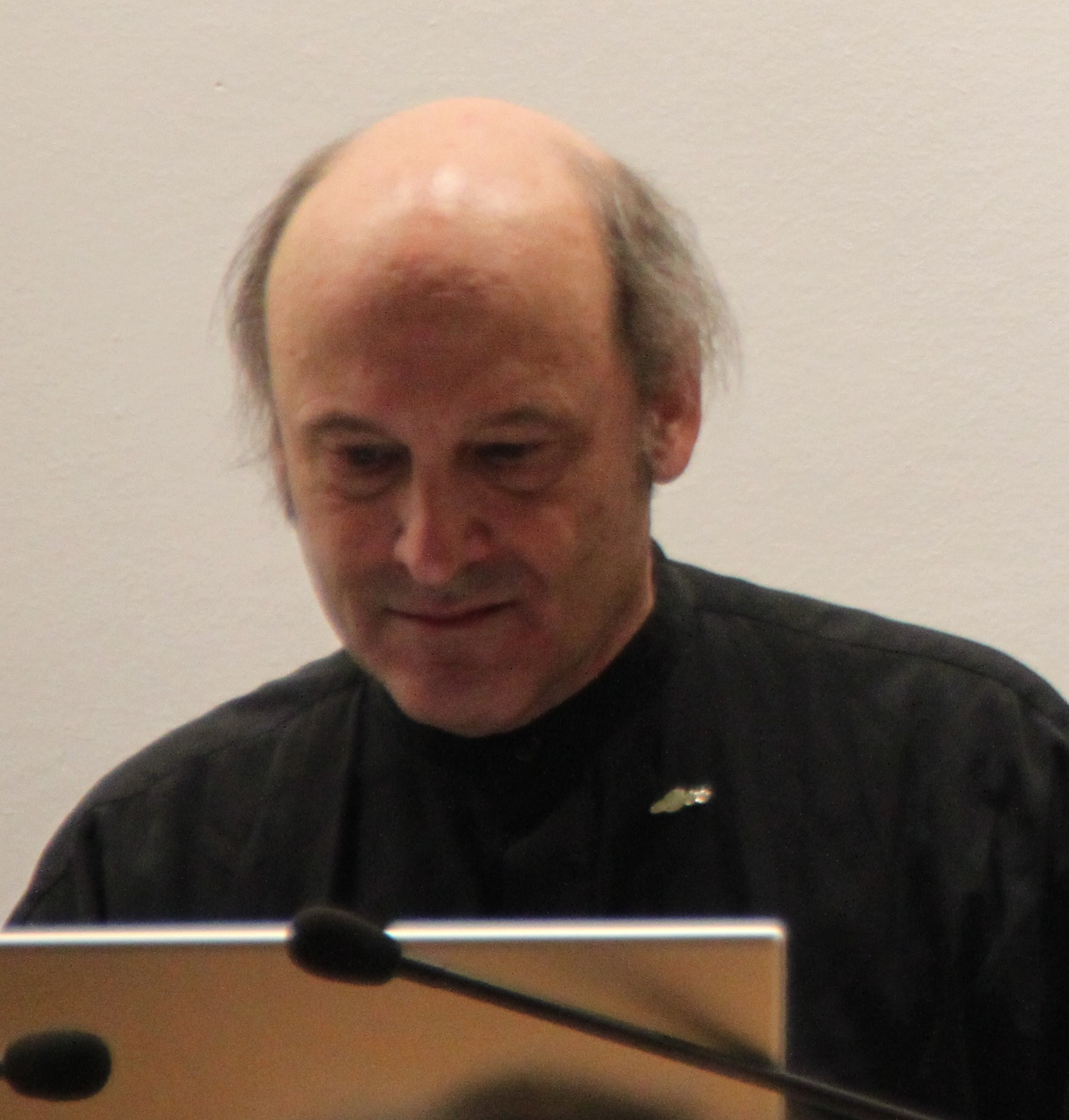
Chris Crawford, 2011

Chris Crawford (1950) é um designer de jogos de computador e renomado escritor norte americano.
Ele criou uma série de jogos importantes nos anos 1980, é fundador The Journal of Computer Game Design, e organizador da Computer Game Developers' Conference".